# 1927 en Ontario
Chronologie de l'Ontario
- 1923
- 1924
- 1925
- 1926
- 1927
- 1928
- 1929
- 1930
- 1931

Cette page concerne des événements d'actualité qui se sont produits durant l'année 1927 dans la province canadienne de l'Ontario.

## Politique
- Premier ministre :  Howard Ferguson (Parti conservateur)
- Chef de l'Opposition: W. E. N. Sinclair (Parti libéral)
- Lieutenant-gouverneur: Henry Cockshutt (en) puis William Donald Ross (en)
- Législature: 17e (en)

## Naissances
- 4 janvier : Paul Desmarais (père), homme d'affaires († 8 octobre 2013).
- 6 janvier : John W. Grace (en), premier commissaire à la protection de la vie privée du Canada  († 5 février 2009).
- 29 janvier : Lewis Urry, ingénieur électrochimiste et inventeur († 19 octobre 2004).
- 30 janvier : Sterling Lyon, premier ministre du Manitoba († 16 décembre 2010).
- 11 février : Sinclair Stevens (en), député fédéral de York-Simcoe (1972-1988) et chef du Parti progressiste canadien.
- 25 mars : Bill Barilko, joueur de hockey sur glace († 26 août 1951).
- 14 mai : Frank Miller, 19e premier ministre de l'Ontario († 21 juillet 2000).
- 17 juin : Jean-Robert Beaulé, député fédéral du Québec-Est au Québec.
- 1er septembre : Chuck Dalton, joueur de basket-ball († 12 janvier 2013).
- 14 octobre : Elmer Iseler (en), chef de chœur et éditeur chorale († 3 avril 1998).
- 10 novembre : Joyce Trimmer (en), première femme à être mairesse de Scarborough († 17 mai 2008).
- 18 novembre : Knowlton Nash, journaliste, auteur et animateur († 24 mai 2014).
- 24 décembre : Geoffrey Pearson (en), auteur et diplomate († 18 mars 2008).

## Décès
- 24 janvier : Agnes Maule Machar (en), auteure (° 23 janvier 1837).
- 2 novembre : Charles Augustus Semlin, premier ministre de la Colombie-Britannique (° 4 décembre 1836).